# غوتفريد أرنولد (سياسي)
غوتفريد أرنولد هو محامي وسياسي ألماني، ولد في 10 فبراير 1933 في دوسلدورف في ألمانيا، وتوفي في 28 ديسمبر 2015. نشط حزبياً في الاتحاد الديمقراطي المسيحي. وقد انتخب عضو في البوندستاغ الألماني خلال فترته النيابية ‏ (17 أكتوبر 1961 – 17 أكتوبر 1965).